# فخرآباد (مبارکه)
فخرآباد (مبارکه)، روستایی از توابع بخش گرکن جنوبی شهرستان مبارکه در استان اصفهان ایران است.